# جوجل باك

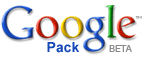

جوجل باك كانت حزمة جوجل عبارة عن مجموعة من أدوات البرامج التي تقدمها جوجل للتنزيل في أرشيف واحد. . تم الإعلان عنه في معرض الإلكترونيات الاستهلاكية لعام 2006 ، في 6 يناير. كانت حزمة جوجل متاحة فقط لأنظمة التشغيل ويندوز إكس بي و ويندوز فيستا و ويندوز 7.
في سبتمبر 2011، أعلنت جوجل أنها ستوقف عددًا من منتجاتها ، بما في ذلك جوجل جوجل باك.

## التطبيقات المتاحة قبل توقف الخدمة
يمكن للمستخدمين اختيار أي من التطبيقات البرمجية التالية لتثبيتها. إذا كان التطبيق مثبتًا بالفعل ، تحقق Google Updater لمعرفة ما إذا كان المستخدم لديه أحدث إصدار وقام بترقيته ، إذا لزم الأمر.
تعتمد تطبيقات البرامج التي كانت متاحة للتنزيل على اللغة والإعدادات المحلية ونظام التشغيل.
في مارس 2007 ، أضافت جوجل تطبيقين جديدين إلى حزمة Google: Spyware Doctor Starter Edition و Norton Security Scan. كانت هذه البرامج مجانية ولا تتطلب اشتراكًا بخلاف برنامج Norton AntiVirus. ومع ذلك ، لا يوفر Norton Security Scan حماية مستمرة ضد الفيروسات. يقوم Norton Security Scan بفحص الكمبيوتر وتحديد ما إذا كانت هناك فيروسات أو فيروسات متنقلة أو برامج تجسس أو برامج إعلانية غير مرغوب فيها أو أحصنة طروادة مقيمة عليه. تشبه وظائف البرنامج أداة إزالة البرامج الضارة لنظام التشغيل وندوز من مايكروسوفت.
صرحت جوجل بأنها ليست لديها اتفاقية نقدية مع صانعي البرامج المذكورة أعلاه وقد عرضوا التطبيقات لسهولة عملاء جوجل. لم يتلقوا أي مدفوعات لتوفير حزمة البرامج  ، على الرغم من أن ميغيل هيلفت في مدونته في نيويورك تايمز ذكر أن مصدرًا غير معروف ref>Helft، Miguel (أغسطس 14, 2007). "Google goes after Microsoft again". The New York Times. مؤرشف من الأصل في أغسطس 14, 2011. اطلع عليه بتاريخ مايو 3, 2010. August 14, 2007</ref> ذكر أن جوجل قد تدفع لشركة Sun مقابل كل نسخة من StarOffice. لم يعد StarOffice جزءًا من Google Pack منذ نوفمبر 2008.
قامت Google بتضمين تطبيق سكايب لتطبيق VoIP في الحزمة ، على الرغم من أنه منافس لـ جوجل توك الخاص بـ جوجل

## روابط خارجية
- Official website